# Rocamondo
Rocamondo é uma povoação portuguesa do Município da Guarda que foi sede da extinta Freguesia de Rocamondo, freguesia que tinha 5,79 km² de área e 89 habitantes (2011), e, por isso, uma densidade populacional de 15,4 hab/km².
A Freguesia de Rocamondo foi extinta (agregada) pela reorganização administrativa de 2012/2013, sendo o seu território integrado na União de Freguesias de Avelãs de Ambom e Rocamondo, da qual é a sede. A esta freguesia faziam parte os lugares do Apeadeiro do Sobral e de Rocamondo.

## População
★ No censo de 1864 a freguesia era um lugar da freguesia de Avelãs de Ambom.
| População da freguesia de Rocamondo | População da freguesia de Rocamondo | População da freguesia de Rocamondo | População da freguesia de Rocamondo | População da freguesia de Rocamondo | População da freguesia de Rocamondo | População da freguesia de Rocamondo | População da freguesia de Rocamondo | População da freguesia de Rocamondo | População da freguesia de Rocamondo | População da freguesia de Rocamondo | População da freguesia de Rocamondo | População da freguesia de Rocamondo | População da freguesia de Rocamondo | População da freguesia de Rocamondo |
| ----------------------------------- | ----------------------------------- | ----------------------------------- | ----------------------------------- | ----------------------------------- | ----------------------------------- | ----------------------------------- | ----------------------------------- | ----------------------------------- | ----------------------------------- | ----------------------------------- | ----------------------------------- | ----------------------------------- | ----------------------------------- | ----------------------------------- |
| 1878                                | 1890                                | 1900                                | 1911                                | 1920                                | 1930                                | 1940                                | 1950                                | 1960                                | 1970                                | 1981                                | 1991                                | 2001                                | 2011                                |                                     |
| 177                                 | 203                                 | 199                                 | 245                                 | 217                                 | 211                                 | 235                                 | 252                                 | 189                                 | 111                                 | 104                                 | 104                                 | 110                                 | 89                                  |                                     |

			
Por idades em 2001 e 2011			

| 0-14 anos | 15-24 anos | 25-64 anos | 65 e + anos |
| 19 \| 13  | 22 \| 9    | 43 \| 49   | 26 \| 18    |
| -32%      | -59%       | +14%       | -31%        |

## Património
- Moinhos